# 耶律僕里篤
耶律僕里篤（?—?），字燕隐。辽国軍人、政治人物。契丹人。六院林牙耶律突呂不四世孫。
辽圣宗開泰年間，为本班郎君。因为捕拿反乱者有功，枢密使蕭朴推举他，转任率府率。太平年間，同知南院宣徽事，累進彰聖軍節度使。辽兴宗重熙十六年（1047年），知興中府。重熙十八年（1049年），攻打西夏，担任西南面招討使。重熙十九年（1050年），西夏軍入侵金肃軍，耶律僕里篤击败西夏軍，斬首一万人，加右武衛上将軍之位。当時，边境的家畜多受掠夺，僕里篤为倒塌嶺都监，掠夺事件跡絶。重熙二十年（1051年），知金肃軍事。宰相趙惟節总领边境城橋道路整備、粮食補給，求副官，興宗以僕里篤辅佐趙惟節。辽道宗清寧初年，僕里篤历任長寧軍節度使、匡義軍節度使，致仕。咸雍年間，去世。其子耶律阿固質，为倒塌嶺都监。

## 延伸阅读
[在维基数据编辑]
 《遼史·卷91》，出自脱脱《遼史》